# 沙伊拉特空军基地
沙伊拉特空軍基地為敘利亞空軍位於霍姆斯的基地，沙伊拉特空軍基地有两条跑道及約40座硬式掩蔽部。常驻有一下三个飞行中队：
- 第675飞行中队（米格-23战斗机）
- 第677飞行中队（Su-22攻击机）
- 第687飞行中队（Su-22攻击机）[1]

美国称此空军机场有化学武器的储备。
俄罗斯空军也使用此基地的设施。2015年，俄罗斯曾扩建该机场以起降俄罗斯飞机。2016年2月，俄罗斯增加了该机场武装直升机的数量。简氏防务杂志称，该基地有4架Mi-25直升机（Mi-24雌鹿直升機的衍生型号），4架Mi-24直升机和一架Mi-8/17直升機。

## 2017年空袭
2017年4月7日，叙利亚内战期间，美国海军从位于地中海的伯克级驱逐舰上发射了59枚战斧巡航导弹，打击沙伊拉特空军基地。美国中央司令部在随后向媒体发出消息，行动摧毁了空军基地的战机，防御机库，石油和后勤储备，弹药库，机场防空系统和雷达。一家俄罗斯电视台称，有9架飞机被摧毁，当时应该没有飞机在执行任务。叙利亚政府方面的报告统计，共有16人在这次袭击中死亡，其中7人为叙利亚士兵。